# Asza
Asza (ros. Аша) – miasto w Rosji w obwodzie czelabińskim, stolica administracyjna rejonu aszyńskiego. Położone jest w pobliżu Czelabińska i znajduje się w nim stacja Kolei Transsyberyjskiej.